# Мальяно-Альфієрі
Мальяно-Альфієрі (італ. Magliano Alfieri, п'єм. Majan) — муніципалітет в Італії, у регіоні П'ємонт,  провінція Кунео.
Мальяно-Альфієрі розташоване на відстані близько 480 км на північний захід від Рима, 45 км на південний схід від Турина, 60 км на північний схід від Кунео.
Населення — 2132 особи (2014).

## Демографія
Населення за роками:

Станом на 1 січня 2023 року в муніципалітеті офіційно проживало 170 іноземців з 22 країн, серед них 64 громадяни країн Євросоюзу та 3 громадяни України.

## Сусідні муніципалітети
- Кастаньто
- Кастаньоле-делле-Ланце
- Кастеллінальдо
- Говоне
- Неїве
- Пріокка